# Hypot
Hypot — це математична функція для обчислення довжини гіпотенузи прямокутного трикутника. Її було розроблено, щоб уникнути помилок, що виникають через обмежену точність обчислень, що їх виконують на комп'ютерах.

## Мотивація і використання
Обчислення довжини гіпотенузи трикутника можливе застосуванням квадратного кореня до сумі двох квадратів, але hypot(x, y) уникає проблем з піднесенням до квадрату дуже великих і дуже маленьких чисел.
Довжина гіпотенузи від (0, 0) до (x, y) можна обчислити використовуючи
{\displaystyle r={\sqrt {x^{2}+y^{2}}}.}
Цю операцію знають як теореми Піфагора.
Однак, під час обчислень на комп'ютері, квадрати дуже великих чи маленьких значень x і y можуть вийти за межі машинної точності, що призводить до неточного результату спричиненого переспорожнінням і/або переповненням. Функцію hypot було розроблено, щоб отримувати результат не маючи такої проблеми.
Функцію hypot часто використовують разом із функцією atan2 для переведення з декартових у полярні координати:
r = hypot(x, y),
θ = atan2(y, x).
Якщо якійсь із входів це нескінченність, то вислід це теж нескінченність.
hypot(x, ±∞) = hypot(±∞, x) = +∞

## Втілення
Вада наївного втілення в тому, що x2 або y2 може переспрожнітись чи переповнитись, хіба що ми використаємо розширену точність. Загальноприйнята техніка це, якщо потрібно, то обміняти значення так, щоб |x| ≥ |y| і тоді використати рівнозначну форму
{\displaystyle {\begin{aligned}r&={\sqrt {x^{2}+y^{2}}}\\&={\sqrt {x^{2}\left(1+\left({\tfrac {y}{x}}\right)^{2}\right)}}\\&=|x|{\sqrt {1+\left({\tfrac {y}{x}}\right)^{2}}}\left(=|x|+{\frac {y}{|x|}}{\frac {y}{1+{\sqrt {1+\left({\tfrac {y}{x}}\right)^{2}}}}}\right).\end{aligned}}}
Обчислення y/x не може переповнитись, хіба що і x, і y це 0. Якщо y/x переспорожняється, то кінцевий результат рівний |x|, що правильно в межах точності обчислення. Квадратний корінь треба обчислити для значення між 1 і 2. Зрештою, множення на |x| не може переспорожніти і переповнюється лише, якщо результат занадто великий.
Цей підхід вимагає додаткового ділення чисел з рухомою комою, що може подвоїти ціну в порівнянні з наївним втіленням, бо множення і додавання значно швидші ніж ділення і взяття кореня.
Складніші втілення уникають цього розбиванням можливих входів на більше випадків:
- x ≫ y: hypot(x, y) = |x|, з точністю до машинного епсилон.
- x2 переповнюється: помножити x і y на маленький масштабувальний множник (наприклад, 2−64 для одинарної точності IEEE), використати наївний алгоритм, який не переповниться і помножити результати на обернене до масштабувального множника (наприклад, 264).
- y2 переспорожняється: Як вище, але обернути масштабувальний множник, щоб збільшити проміжні значення.
- Інакше: можна безпечно використати наївний алгоритм.